# Инспектор Гаврилов
«Инспектор Гаврилов» — российский комедийно-криминальный телесериал производства онлайн-кинотеатра Start и телеканала «СТС». В главной роли — актёр Виктор Добронравов, сыгравший рецидивиста Сашу Медного.
Премьера состоялась 2 января 2024 года в онлайн-кинотеатре Start.

## Сюжет
Главный герой — рецидивист Саша Медный. Однажды его план по созданию новой жизни проваливается, когда он совершает своё последнее ограбление. Саша срочно решает уехать во Владивосток на поезде. В купе с ним по соседству едет майор полиции Александр Гаврилов, который следует в Усть-Шахтинск, чтобы занять должность начальника местной полиции. Во время поездки Гаврилов перебирает с алкоголем и случайно выпадает из поезда. В итоге Саша присваивает себе форму и документы майора, надеясь, что его не вычислят. Теперь он изображает из себя главного полицейского Усть-Шахтинска, устанавливает там свои порядки, но вскоре объявляется настоящий Гаврилов.

## В ролях
| Актёр                | Роль |
| -------------------- | --- |
| Виктор Добронравов   | Александр Иванович Медный (Александр Сергеевич Гаврилов) вор-рецидивист (1-2 сезоны)                     |
| Андрей Курносов      | Александр Сергеевич Гаврилов настоящий Гаврилов (1-2 сезоны)                                             |
| Наталья Земцова      | Людмила возлюбленная Медного, официантка и повар в кафе (1-2 сезоны)                                     |
| Екатерина Стулова    | Наталья Павловна Делягина начальница отдела кадров ОМВД города Усть-Шахтинска (1-2 сезоны)               |
| Виктория Заболотная  | Кристина Олеговна Сломнюк следователь, капитан (2 сезон)                                                 |
| Денис Власенко       | Николай Иванович Делягин сын Натальи, участковый ОМВД города Усть-Шахтинска (1-2 сезоны)                 |
| Алиса Стасюк         | Юлия Михайловна Гунько подруга Натальи, сотрудница отдела кадров ОМВД города Усть-Шахтинска (1-2 сезоны) |
| Алексей Демидов      | Василий Александрович Куценко участковый ОМВД города Усть-Шахтинска (1-2 сезоны)                         |
| Вадим Ракитин        | Алексей Юрьевич Акимов начальник ГИБДД города Усть-Шахтинска (1-2 сезоны)                                |
| Михаил Павлик        | Иван Васильевич Смолин оперативный дежурный ОМВД города Усть-Шахтинска (1-2 сезоны)                      |
| Борис Эстрин         | Денис Викторович Антонов мэр Усть-Шахтинска (1-2 сезоны)                                                 |
| Андрей Петелько      | Артём сын Людмилы (1-2 сезоны)                                                                           |
| Константин Медовиков | Леонид Семёнович Третьяков беглый олигарх (1-2 сезоны)                                                   |
| Денис Васильев       | Влад Орлов подручный Третьякова (1 сезон)                                                                |
| Никита Дювбанов      | Олег Васильев подручный Третьякова (1 сезон)                                                             |
| Омар Алибутаев       | Марат хозяин кафе (1-2 сезоны)                                                                           |
| Александр Стефанцов  | Антон Борисович врач больницы Усть-Шахтинска (1-2 сезоны)                                                |
| Антон Косточкин      | Игорь начальник ОМВД «Ивановское» (1-2 сезоны)                                                           |
| Владислав Дунаев     | Михаил оперуполномоченный ОМВД «Ивановское» (1-2 сезоны)                                                 |
| Марина Антонова      | Ольга подруга Натальи, мама Юли, руководительница МФЦ Усть-Шахтинска (1-2 сезоны)                        |
| Юлия Булавко         | Ирина Рустамовна директор школы Усть-Шахтинска (1 сезон)                                                 |
| Тимофей Зайцев       | Валера местный бомж (1-2 сезоны)                                                                         |
| Артём Кузин          | Семён Гуров потерпевший (1-2 сезоны)                                                                     |
| Наталья Тищенко      | Оксана знакомая Наташи, проститутка (1-2 сезоны)                                                         |
| Артём Осипов         | Ильин майор из Москвы, друг Гаврилова (2 сезон)                                                          |

## Список серий
| Сезон | Сезон | Серии | Период трансляции          |
| ----- | ----- | ----- | -------------------------- |
|       | 1     | 17    | 2 января — 19 февраля 2024 |
|       | 2     | 17    | 24 января — 8 апреля 2025  |

### 1 сезон
| № серии | Описание серии | Премьера        |
| ------- | --- | --------------- |
| 1       | Вор-рецидивист Саша Медный обворовал олигарха и поймал джекпот. Он со своим сообщником решает уехать во Владивосток, чтобы их не поймали. И вот Саша уже едет в поезде, но там всё идёт не по плану. С ним в купе едет майор полиции, который по нелепой случайности выпадает из вагона. Медный присваивает себе документы майора и приезжает в Усть-Шахтинск, чтобы занять неожиданную для себя должность. | 2 января 2024   |
| 2       | Лже-Гаврилов задерживается в Усть-Шахтинске, ведь получить новый чистый паспорт больше негде. Значит, нужно продолжать жить не своей жизнью. К Саше обращается хозяин кафе Марат с просьбой о помощи. Его бизнес давно страдает от поборов со стороны областных полицейских. Сможет ли новоиспечённый начальник полиции убедить своих «коллег» брать меньше?                                                | 2 января 2024   |
| 3       | Медный придумывает, куда деть накопившиеся взятки. Его подчинённые получают от него незапланированную премию, но Николай не верит в такую щедрость. Пока молодой участковый пытается завоевать внимание Людмилы, Саша заключает спор с участковым Куценко. Ему предстоит распутать очередной «висяк». | 2 января 2024   |
| 4       | Александр заметно нервничает, когда узнаёт, что у него в обезьяннике сидит настоящий Гаврилов, но ему не стоит переживать, ведь майор ничего не помнит. Сын Людмилы не хочет идти в школу. Медный дает Артёму ножик, дабы он смог, если что, припугнуть своих одноклассников. Правильно ли применит нож Артём?                                                                                              | 5 января 2024   |
| 5       | Наталья хочет подготовить вечеринку ко дню рождения своего начальника. Николай для этого должен отвлечь Гаврилова и отвести его подальше от отделения. Лже-Гаврилов даже не подозревает, что у него сегодня день рождения. Он вместе с Колей едет разрешать конфликт между мужем и женой, чтобы не испортить репутацию отделения.                                                                           | 8 января 2024   |
| 6       | Любовник Натальи, мэр, узнаёт об её отношениях с новым начальником. Наталья переживает, что он может подставить майора. Настоящий Гаврилов начинает потихоньку вспоминать отрывки из своей жизни. Саша и капитан Куценко занимаются делом о разбитом автомобиле. | 12 января 2024  |
| 7       | Теперь весь коллектив знает об отношениях Александра и Натальи. Внезапно прямо в отделение приезжает жена настоящего Гаврилова. Саша, представившись заместителем её мужа, убеждает её вернуться домой. Коля пытается раскрыть очередное «громкое» дело и становится жертвой «опасных» преступников. Тем временем Наталья продолжает бороться за свою любовь.                                               | 15 января 2024  |
| 8       | Лже-майор сцепляется с незнакомцем на улице. К несчастью, он оказывается полицейским, который приехал в Усть-Шахтинск, чтобы оценить физподготовку всего коллектива отделения. Николай переживает за Юлю, которая не в форме. Настоящий майор, который всё ещё ничего не помнит, выбирает себе новое имя, которое не такое уж и новое.                                                                      | 19 января 2024  |
| 9       | Медный наконец-то получает паспорт, и он теперь может спокойно уехать, но его затянула жизнь в провинции, ведь его тут уважают. Из Москвы приходит радостная новость: Гаврилова повышают до подполковника. Обычный поход в банк чуть не обернулся для Саши и Людмилы смертью. В этот момент Наталья застаёт в обезьяннике подругу молодости.                                                                | 22 января 2024  |
| 10      | Александр видит, что Людмила не ровно к нему дышит, но она не собирается встречаться с Сашей, пока он не расстанется с Натальей. Сама Наталья придумывает план, чтобы отложить расставание. | 26 января 2024  |
| 11      | Врач из больницы сообщает тревожную для лже-подполковника новость: настоящий Гаврилов, кажется, вспомнил детали из своей бывшей работы. Но это ещё не всё: новые пациенты больницы, которых положили в палату к Гаврилову — это люди, посланные ограбленным олигархом. Чтобы узнать об их планах, Саше приходится временно «впасть» в кому.                                                                 | 29 января 2024  |
| 12      | Медный проводит беседу со школьниками и заодно помогает Артёму понравиться его однокласснице. Наталья пытается свести своего сына с Юлей, но Коля не поддаётся манипуляциям. Ради Людмилы он подставляет своего родственника. В школе происходит что-то неладное... | 2 февраля 2024  |
| 13      | К лже-Гаврилову приходят люди олигарха. Саша пытается сбежать от преследователей. В конце концов они оставляют Сашу в покое в обмен на круглую сумму денег. Николай не может принять, что Людмила и Гаврилов в отношениях, и заливает горе алкоголем. Наталья застаёт в квартире Саши настоящего Гаврилова и, не зная, кто он, попадает с ним в постель.                                                    | 5 февраля 2024  |
| 14      | К настоящему подполковнику Гаврилову возвращается память. Он сбегает из квартиры Медного вместе с деньгами. Саша пытается найти его с помощью ориентировок и своего агента — бомжа Валеры. Наталья пытается помешать всему этому, потому что не хочет, чтобы Саша узнал об измене. Сможет ли лже-Гаврилов вернуть свои деньги и при этом не раскрыть себя?                                                  | 9 февраля 2024  |
| 15      | Все знают об отношениях Людмилы и Саши, кроме Артёма. Людмила обещает поговорить с сыном, а Саша тем временем ищет своё служебное удостоверение. В кабинете начальника точно кто-то шарился, и под подозрение попадает Коля. Саше приходится примирить Наташу и мэра. | 12 февраля 2024 |
| 16      | Саша хочет переехать из Усть-Шахтинска вместе с Людмилой, но она не хочет уезжать из родного города. Саша придумывает план, как убедить Люду переехать, но он проваливается. Коля и Юля ищут хозяина потерянной собачки. Олигарх приезжает в город и застаёт там Медного. | 16 февраля 2024 |
| 17      | Саша почти признался Люде, кто он на самом деле, но его прерывает похищение олигархом Артёма. Лже-подполковник снова встречает настоящего Гаврилова и вместе с ним пытается спасти Люду с Артёмом. Удастся ли это Саше? Тем временем, в самом разгаре День города, на котором выступает звезда 90-х. | 19 февраля 2024 |

### 2 сезон
| № серии | Описание серии | Премьера        |
| ------- | --- | --------------- |
| 1 (18)  | Саша Медный не собирался задерживаться в Усть-Шахтинске, но завёл семью, завоевал уважение на новой работе и уже не хочет уезжать. Но у него осталась серьёзная проблема: Саша так и не придумал, что делать с Гавриловым, и держит его связанным в лесу. В отделение приезжает майор из Москвы, который может разоблачить лже-подполковника. Это значит, что Саше понадобится помощь пленника.                                                       | 24 января 2025  |
| 2 (19)  | Обнаружен труп Гаврилова. Расследованием занимаются коллеги из соседнего города. Саша намерен поскорее забрать это дело, пока о его связи с Гавриловым не стало известно, но для этого ему придется договариваться с Кристиной Сломнюк — дочерью московского генерала, которая давно мечтала раскрыть настоящее преступление и не хочет уступать. Впрочем, лже-полицейский скоро поймет, что генеральская дочь — это только начало больших проблем... | 24 января 2025  |
| 3 (20)  | Выясняется, что перед смертью настоящий Гаврилов ехал в поезде. Самая простая версия о случайном выпадении из вагона кажется Сломнюк неубедительной. Она настаивает на снятии отпечатков с трупа. Саше срочно нужно что-то предпринять, пока опечатки Гаврилова не всплыли. Наталья понимает, что пора избавляться от московской выскочки, а для этого все средства хороши.                                                                           | 31 января 2025  |
| 4 (21)  | Сломнюк узнаёт, что проводница вагона поезда, в котором перед смертью ехал Гаврилов, уволилась. Это кажется очень подозрительным. Саша не может допустить, чтобы Сломнюк побеседовала со свидетельницей, и ищет ей замену в «обезьяннике». Коля съезжает от мамы к капитану Куценко, но Наталья ещё не готова так просто отпустить сына. На что пойдёт беспокойная мать, чтобы вернуть своего сына?                                                   | 7 февраля 2025  |
| 5 (22)  | Установлена личность погибшего. Сломнюк собирается направить запрос в тюрьму, где сидел «Медный», чтобы получить фотографию и информацию о его преступлении, но выясняется, что Саша уже изучил криминальное прошлое Гаврилова, когда случился инцидент с кегом. Следачка требует подробности у Коли, который допустил много ошибок при оформлении старого дела. Наталья приходит сыну на помощь.                                                     | 14 февраля 2025 |
| 6 (23)  | В деле случились подвижки: выясняется, что у жертвы при себе была сумка. Предположительно в ней были деньги Третьякова. Сломнюк уверена, что нашла мотив убийства. Наталья заботится о Коле, но так, чтобы он не узнал об этом. Куценко приезжает в отделение на новой машине, что кажется Саше подозрительным, ведь на обычную зарплату участкового такую не купишь.                                                                                 | 21 февраля 2025 |
| 7 (24)  | Саша ещё вчера хотел взять отгул, чтобы сходить в поход с Тёмой и Людой, но после звонка жены Гаврилова поход приходится отменить. По легенде, Саша едет в Москву, чтобы побеседовать с владельцем жилья, где был прописан «Медный». Конечно, он едет туда не ради этого, а ради продажи квартиры покойного. Кристина рвётся в поездку вместе с начальником, но он берёт с собой Колю, однако Сломнюк не собирается опускать руки.                    | 28 февраля 2025 |
| 8 (25)  | Саша, чтоб Людмила была спокойна, скрывает, что Кристина ездила с ним в Москву, но вскоре тайное становится явным, что может поставить под угрозу отношения бандита и официантки. Мэру нужна помощь полиции в поиске похищенного тренажёра, а у Марата в сервисе появляется машина с повреждениями. Неужели её хозяин имеет отношение к убийству настоящего Гаврилова?                                                                                | 7 марта 2025    |
| 9 (26)  | Нервы Сломнюк на пределе, так как расследование зашло в тупик. Саша находит способ от неё избавиться, используя её уязвимость. Он просит помощи у Куценко, которому придётся завоевать сердце Кристины. Саша хитростью заманивает Людмилу на свидание, чтобы помириться, но всё идёт не по плану. | 14 марта 2025   |
| 10 (27) | Саша и Кристина теперь не просто коллеги, что может негативно сказаться на его репутации и личной жизни. До Сломнюк доходит слух, что коллеги из Ивановского нашли набитую деньгами сумку. Саша уверен, что это деньги, которые он украл у олигарха. В попытках скрыть свои отношения Василий и Наталья ссорятся и обманывают Колю. | 17 марта 2025   |
| 11 (28) | Людмила и Кристина знакомятся поближе. Саша понимает, что это не к добру, и дискредитирует Сломнюк в глазах возлюбленной. Откуда ни возьмись, появляется мужчина без документов и заявляет, что чёрная беха, на которой ездит Саша, принадлежит ему. Он готов неплохо заплатить за машину, что кажется странным, а в отделении пошел слух о новом романе Натальи.                                                                                     | 21 марта 2025   |
| 12 (29) | После попытки угона Саша отправляет беху в сервис: он уверен, что в ней спрятано что-то ценное, и просит Марата получше её осмотреть. Кристина собирается уехать, но неожиданно в деле появляется свидетель, который якобы видел момент смерти «Медного». Но проблема в том, что лесник не в себе, а значит, придётся привести его в чувства. | 24 марта 2025   |
| 13 (30) | Хозяин бехи требует от Саши вернуть ему машину, иначе все узнают всю правду о лже-подполковнике. Александр соглашается, но на своих условиях, однако пропадает одна из деталей машины, и она теперь стоит в машине мэра. Наталья в панике, ведь Коля не отвечает на звонки и не пришёл на работу. Выясняется, что этой ночью он был со Сломнюк, которая ничего не помнит...                                                                           | 28 марта 2025   |
| 14 (31) | Кристина, услышав от Александра обидные слова в свой адрес, раскрывает правду об измене начальника. Людмила обо всем узнаёт и выставляет любимого за дверь. Хозяин крипты понимает, что его кинули, но Саша обещает помочь. Тем временем у Юли несчастье: её одноклассница собирается выйти замуж, и если Юля её не опередит, сотрудницу отдела кадров настигнет цыганское проклятье, а спасти Юлю может только Коля.                                 | 31 марта 2025   |
| 15 (32) | Деньги с крипты получены, их хозяин обезврежен, Людмила сходится с вернувшимся мужем — Сашу больше ничего не держит в Усть-Шахтинске. Коля и Юля готовятся к свадьбе. Наталье выпадает возможность сделать молодожёнам достойный подарок, но без финансовой помощи начальника ей не обойтись. В отделение снова приходит человек, который может разоблачить лжеподполковника.                                                                         | 4 апреля 2025   |
| 16 (33) | Александр уже был готов уехать, но побег приходится отложить. Неизвестный приглашает лже-полицейского на встречу, чтобы сделать ему предложение, от которого невозможно отказаться. Юля с Колей хотят скромную свадьбу, с чем категорически не согласны их матери. Ольга и Наталья отправляются в ресторан на дегустацию свадебного меню. | 8 апреля 2025   |
| 17 (34) | Сломнюк узнаёт, что под маской Гаврилова находится вор-рецидивист Саша Медный, но она делает ошибочный вывод о том, что её начальник — убийца. Кристина собирается доставить самозванца в Москву, но его так просто не возьмёшь. Во время подготовки к свадьбе с Колей случается нелепость: огромный ворон похищает его паспорт, а без него невозможно заключить брак. Николай отправляется на поиски, но влипает в куда более большие неприятности.  | 8 апреля 2025   |

## Отсылки
- В четвёртой серии первого сезона во время расследования дела Саши Медным в начальной школе учительница обращается к одному из учеников по фамилии Добронравов. Это отсылка на исполнителя главной роли Виктора Добронравова.
- В одном из эпизодов второй сезона Люда говорит Саше: «Ты так красиво говоришь, прямо как Онегин». Это отсылка на фильм «Онегин», где главную роль сыграл Виктор Добронравов.

## Съёмки и премьера
Съёмки первого сезона проходили с 8 июня по 5 августа 2023 года.
Цифровая премьера первого сезона состоялась 2 января 2024 года в онлайн-кинотеатре Start, а телепремьера прошла с 11 по 21 марта 2024 года в 19:30 на телеканале «СТС».
Второй сезон снимался с 30 сентября по 19 декабря 2024 года. 
Премьера второго сезона состоялась 24 января 2025 года в онлайн-кинотеатре Start. Его показ на телеканале «СТС» стартовал 31 марта 2025 года в 19:00.

## Место действия и съёмок
Действие телесериала происходит в вымышленном сибирском провинциальном городе Усть-Шахтинск. В реальности же основная часть съёмок прошла в посёлке Одоев в Тульской области. Он был выбран не случайно, ведь его отличительная черта — мало людей, это подчёркивает провинциальность, при том, что город очень красивый и уютный, там много стареньких, приятных зданий. Действие фильма проходило не только на площади, были выездные смены и рядом с Одоевом.

## Рейтинги
Телесериал в целом получил хорошие рейтинги и на протяжении трёх месяцев входил в тройку самых популярных проектов онлайн-кинотеатра Start. Его посмотрело около 30 миллионов человек. По состоянию на декабрь 2024 года его рейтинг на сайте Кинопоиск составляет 8.186 балла из 10.

## Награды
В мае 2025 года сериал получил премию Ассоциации продюсеров кино и телевидения (АПКиТ РФ) в номинации «Лучший комедийный сериал». Там же актриса Екатерина Стулова за роль в сериале получила премию в номинации «Лучшая актриса второго плана в сериале».